# Vincenzo Verzeni
Vincenzo Verzeni (Bottanuco, 11 aprile 1849 – Bottanuco, 31 dicembre 1918) è stato un serial killer italiano, soprannominato "il Vampiro della bergamasca" e "lo Strangolatore di donne". Venne condannato per l'omicidio di due donne e l'aggressione di altre sei tra il 1867 e il 1872. Il suo caso fu studiato da Cesare Lombroso.

## Biografia

### L'infanzia e le prime aggressioni
Vincenzo Verzeni nasce a Bottanuco nel 1849 in una famiglia di contadini. La sua infanzia è segnata dalle condizioni economiche disagiate della famiglia: il padre è alcolizzato e violento, mentre la madre soffre di epilessia.
Verzeni manifesta i primi segni di aggressività all'età di 18 anni. Nel 1867 aggredisce nel sonno la cugina Marianna e tenta di morderle il collo, ma fugge spaventato dalle sue grida. Non risultano denunce in seguito all'aggressione.
Nel 1869, un'altra contadina, Barbara Bravi, viene aggredita da uno sconosciuto che fugge appena la donna oppone resistenza. La Bravi non è in grado di identificare l'aggressore ma anni dopo, in seguito all'arresto di Verzeni per due omicidi, non escluderà che potesse trattarsi di lui.
Nello stesso anno, Verzeni aggredisce Margherita Esposito: nella colluttazione l'uomo viene ferito al volto e successivamente identificato dalla polizia. Anche in questo caso non risultano provvedimenti penali in seguito all'aggressione.
Sempre nel 1869 un'altra donna, Angela Previtali, denuncia alla polizia di essere stata rapita da Verzeni, trattenuta per alcune ore in una zona disabitata e poi liberata dall'uomo stesso per compassione.

### Gli omicidi
Il primo omicidio risale all'8 dicembre 1870, quando la quattordicenne Giovanna Motta, che si stava recando nel vicino comune di Suisio per visitare alcuni parenti, scompare nel nulla. Il suo cadavere viene ritrovato 4 giorni più tardi, mutilato: il collo mostra segni di morsi, le interiora e gli organi genitali sono stati asportati e la carne di un polpaccio è stata strappata. Alcuni spilloni trovati accanto al cadavere fanno pensare che Verzeni abbia praticato del piquerismo durante o dopo le sevizie.
Il 10 aprile 1871 Verzeni importuna Maria Galli, un'altra contadina, che lo segnala alla polizia. Il 26 agosto dello stesso anno aggredisce Maria Previtali (non legata ad Angela), spintonandola violentemente e cercando di morderla al collo.
Nel 1872 Verzeni uccide Elisabetta Pagnoncelli, il cui cadavere viene ritrovato in condizioni simili a quello di Giovanna Motta: segni di morsi sul collo, organi asportati e lembi di carne strappati.

### L'arresto
Vincenzo Verzeni è arrestato solo nel 1873. Cesare Lombroso è incaricato di stendere la perizia psichiatrica: pur non ritenendo Verzeni infermo mentale, Lombroso lo definisce "un sadico sessuale, vampiro, divoratore di carne umana" e, basandosi su caratteristiche fisiologiche, diagnostica una grave forma di necrofilia, oltre che di cretinismo e pellagra in fase avanzata.
Durante il processo Verzeni descrive gli omicidi:
Giudicato colpevole di duplice omicidio, Verzeni scampa alla condanna a morte grazie al voto di un giurato e viene condannato all'ergastolo nel manicomio criminale della Pia casa della Senavra di Milano e ai lavori forzati a vita.
Il suo caso è raccontato da Leonardo Sciascia nel volume Il mare colore del vino, con il racconto Processo per violenza.
Il caso Verzeni è anche raccontato nel giallo "Nostalgia del sangue" di Dario Correnti.
Il caso Verzeni è in parte raccontato e spiegato nel libro "Sessualità Perversa, breve storia di una rivista scandalosa" di Lorenzo Leporiere

### La morte
La data di morte di Verzeni è stata a lungo controversa. Gli infermieri del manicomio criminale di Milano dichiarano di averlo trovato morto il 13 aprile 1874, impiccato nella sua cella; secondo i produttori televisivi Mirko Cocco e Michele Pinna, che si sono occupati del caso per un servizio televisivo regionale nel 2010, Verzeni sarebbe sopravvissuto al tentativo di suicidio e sarebbe stato trasferito nel carcere di Civitavecchia.
Un articolo pubblicato sull'Eco di Bergamo il 3 dicembre 1902 lo conferma:
L'atto di morte n. 87 del comune di Bottanuco certifica che Verzeni è morto nel suo paese natale il 31 dicembre 1918, per cause naturali.